# دان مسون
دان مسون (انگلیسی: Don Masson؛ زادهٔ ۲۶ اوت ۱۹۴۶) بازیکن فوتبال اهل اسکاتلند بود.
از باشگاه‌هایی که در آن بازی کرده‌است می‌توان به باشگاه فوتبال کویینز پارک رنجرز، باشگاه فوتبال نوتس کانتی، باشگاه فوتبال کترینگ تاون، باشگاه فوتبال میدلزبرو، و باشگاه فوتبال دربی کانتی اشاره کرد.
وی همچنین در تیم ملی فوتبال اسکاتلند بازی کرده‌است.